# Priest River
Priest River és una població dels Estats Units a l'estat d'Idaho. Segons el cens del 2000 tenia 1.754 habitants.

## Demografia
Segons el cens del 2000, Priest River tenia 1.754 habitants, 692 habitatges, i 469 famílies. La densitat de població era de 423,3 habitants/km².
Dels 692 habitatges en un 35,1% hi vivien nens de menys de 18 anys, en un 54,9% hi vivien parelles casades, en un 9,1% dones solteres, i en un 32,2% no eren unitats familiars. En el 26,6% dels habitatges hi vivien persones soles el 12,4% de les quals corresponia a persones de 65 anys o més que vivien soles. El nombre mitjà de persones vivint en cada habitatge era de 2,53 i el nombre mitjà de persones que vivien en cada família era de 3,09.
Per edats la població es repartia de la següent manera: un 28,9% tenia menys de 18 anys, un 8,4% entre 18 i 24, un 26,6% entre 25 i 44, un 21,9% de 45 a 60 i un 14,1% 65 anys o més.
L'edat mediana era de 35 anys. Per cada 100 dones de 18 o més anys hi havia 93,3 homes.
La renda mediana per habitatge era de 26.765 $ i la renda mediana per família de 32.198 $. Els homes tenien una renda mediana de 30.607 $ mentre que les dones 16.034 $. La renda per capita de la població era de 14.125 $. Aproximadament el 14% de les famílies i el 18,9% de la població estaven per davall del llindar de pobresa.

## Poblacions més properes
El següent diagrama mostra les poblacions més properes.